# Китлиц (Лауэнбург)
Китлиц (нем. Kittlitz) — община в Германии, в земле Шлезвиг-Гольштейн.
Входит в состав района Герцогство Лауэнбург. Подчиняется управлению Лауэнбургише Зеен. Население составляет 258 человек (на 31 декабря 2010 года). Занимает площадь 17,73 км².